# Travis Hunter
Travis Hunter Jr. (geboren am 18. Mai 2003 in West Palm Beach, Florida) ist ein US-amerikanischer American-Football-Spieler auf der Position des Cornerbacks und des Wide Receivers. Er spielte College Football von 2023 bis 2024 für die Colorado Buffaloes in der NCAA Division I Football Bowl Subdivision (FBS). Zuvor war Hunter 2022 an der Jackson State University aktiv. In der Saison 2024 gewann er die Heisman Trophy als bester College-Football-Spieler. Im NFL Draft 2025 wurde er an zweiter Stelle von den Jacksonville Jaguars ausgewählt.

## Karriere
Hunter wurde in West Palm Beach, Florida, geboren und wuchs dort auf, bis er in der achten Klasse nach Suwanee, Georgia umzog. Dort besuchte er die Collins Hill High School und avancierte bereits in seinem ersten Highschooljahr zum Stammspieler auf der Cornerbackposition, bevor er später auch als Wide Receiver den Weg in die Stammformation seines Teams fand. Mit 48 gefangenen Touchdowns in seiner Highschoolzeit stellte er einen neuen Rekord in Georgia auf. In der Defense verzeichnete er 19 Interceptions.
Ab 2022 ging Hunter auf die Jackson State University, um College Football für die Jackson State Tigers zu spielen. Hunters Entscheidung, für die lediglich in der zweitklassigen Football Championship Subdivision (FCS) zu spielen, galt als überraschend, da er Stipendienangebote von zahlreichen größeren College-Football-Teams erhalten hatte und zuvor erklärt hatte, für die Florida State Seminoles spielen zu wollen. Hunter entschied sich jedoch für Jackson State, da sein Idol Deion Sanders, ein ehemaliger NFL-Cornerback und Mitglied der Pro Football Hall of Fame, dort Head Coach war. Auch am College spielte Hunter – nach der Highschool eher unüblich – weiterhin sowohl in der Defense als auch in der Offense. In der Saison 2022 bestritt Hunter acht Spiele für die Jackson State Tigers, vier Partien verpasste er verletzungsbedingt. Dabei fing er zwei Interceptions als Cornerback und vier Touchdownpässe als Wide Receiver.
Für die Saison 2023 wechselte Hunter zu den Colorado Buffaloes der University of Colorado Boulder in der FBS, da Sanders dort den Posten als Head Coach übernommen hatte. Bei seinem Debüt für die Buffaloes fing Hunter elf Pässe für 119 Yards und verzeichnete zudem eine Interception, womit er wesentlich zum überraschenden 45:42-Sieg der Buffaloes – die in der Vorsaison mit einer Bilanz von einem Sieg bei elf Niederlagen noch eines der schlechtesten Teams der FBS gewesen waren – über die TCU Horned Frogs beitrug. Nach einer Verletzung beim Spiel gegen die Colorado State Rams verpasste Hunter drei Partien. Dennoch war er durch seinen Einsatz sowohl in der Defense als auch in der Offense der Spieler in der FBS, der am Saisonende bei den meisten Spielzügen auf dem Feld gestanden hatte. Bei insgesamt 1007 Snaps wurde Hunter bei 572 Spielzügen in der Defense, 412 in der Offense und 23 in den Special Teams eingesetzt. Er verzeichnete drei Interceptions und acht abgewehrte Pässe sowie 57 gefangene Pässe für 721 Yards und fünf Touchdowns. Hunter wurde mit dem Paul Hornung Award als vielseitigster Spieler der FBS ausgezeichnet, zudem wurde er zum Consensus All-American gewählt.
In der Saison 2024 avancierte Hunter zu einem der Favoriten auf die Heisman Trophy als bester College-Football-Spieler. Er beendete die Regular Season mit 92 gefangenen Pässen für 1152 Yards und 14 Touchdowns sowie 31 Tackles, 11 abgewehrten Pässen, vier Interceptions und einem erzwungenen Fumble. Neben der erneuten Auszeichnung mit dem Paul Hornung Award wurde Hunter auch mit der Lott Trophy geehrt, sowohl in der Offense als auch in der Defense in das All-Star-Team der Big 12 Conference gewählt und als Big 12 Defensive Player of the Year ausgezeichnet. Darüber erhielt er den Chuck Bednarik Award als bester Defensivspieler der Saison sowie den Fred Biletnikoff Award als bester Wide Receiver der Saison. Bei der Wahl zur Heisman Trophy setzte Hunter sich knapp gegen Runningback Ashton Jeanty durch.